# Бужанківська сільська рада
Бужанківська сільська рада — колишня адміністративно-територіальна одиниця та орган місцевого самоврядування у Іваничівському районі Волинської області з адміністративним центром у селі Бужанка.
Припинила існування 22 грудня 2016 року через об'єднання до Поромівської сільської громади Волинської області. Натомість утворено Бужанківський старостинський округ при Поромівській сільській громаді.

## Населені пункти
Сільській раді підпорядковувались населені пункти:
- с. Бужанка
- с. Бортнів
- с. Верхнів
- с. Іванів
- с. Шахтарське

## Населення
Згідно з переписом УРСР 1989 року чисельність наявного населення сільської ради становила 1604 особи, з яких 738 чоловіків та 866 жінок.
За переписом населення України 2001 року в сільській раді мешкала 1731 особа.

### Мова
Розподіл населення за рідною мовою за даними перепису 2001 року:
| Мова       | Відсоток |
| ---------- | -------- |
| українська | 98,74 %  |
| російська  | 0,75 %   |
| білоруська | 0,17 %   |
| молдовська | 0,06 %   |
| інші       | 0,28 %   |

## Склад ради
Сільська рада складалась з 16 депутатів та голови. Всі 100 % депутатів нинішнього скликання є самовисуванцями. 

## Керівний склад сільської ради
| ПІБ                          | Основні відомості                                                 | Дата обрання | Дата звільнення |
| ---------------------------- | ----------------------------------------------------------------- | ------------ | --------------- |
| Тимощук Сергій Володимирович | Сільський голова, 1955 року народження, освіта, безпартійний      | 26.03.2006   | 31.10.2010      |
| Тимощук Сергій Володимирович | Сільський голова, 1955 року народження, освіта вища, безпартійний | 31.10.2010   |                 |

Примітка: таблиця складена за даними джерела

## Населення
Населення сільської ради згідно з переписом населення 2001 року становить 1,741 осіб. 
| Населенні пункти  | 2001 рік | 1989 рік |
| ----------------- | -------- | -------- |
| Бортнів           | 450      | 460      |
| Бужанка           | 787      | 760      |
| Верхнів           | 326      | 310      |
| Іванів            | 62       | 100      |
| Шахтарське        | 116      | 140      |
| Сукупне населення | 1,741    | 1,770    |